# Melanoplus yarrowii
Melanoplus yarrowii är en insektsart som först beskrevs av Thomas, C. 1875.  Melanoplus yarrowii ingår i släktet Melanoplus och familjen gräshoppor. Inga underarter finns listade i Catalogue of Life.

## Bildgalleri

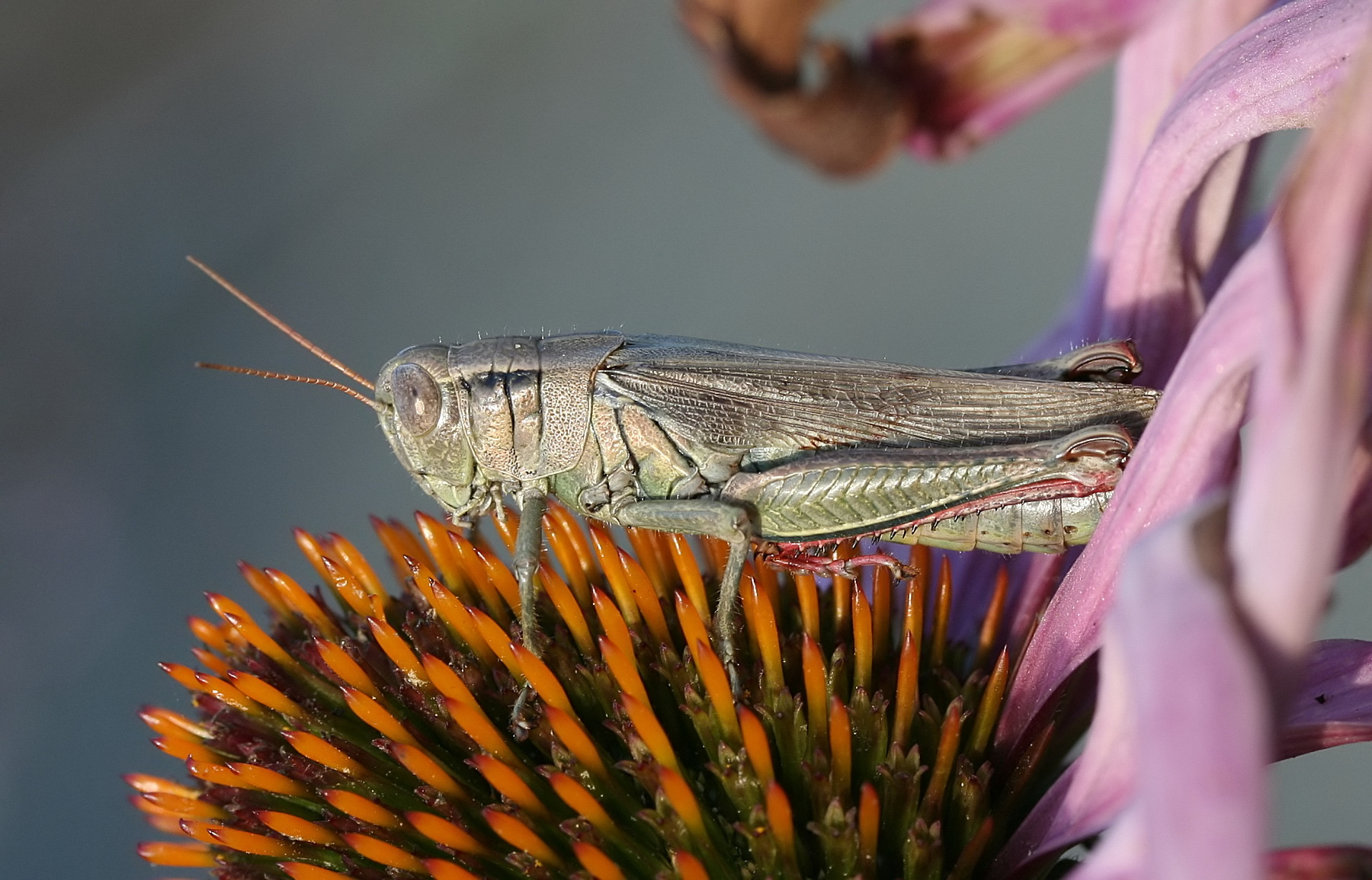
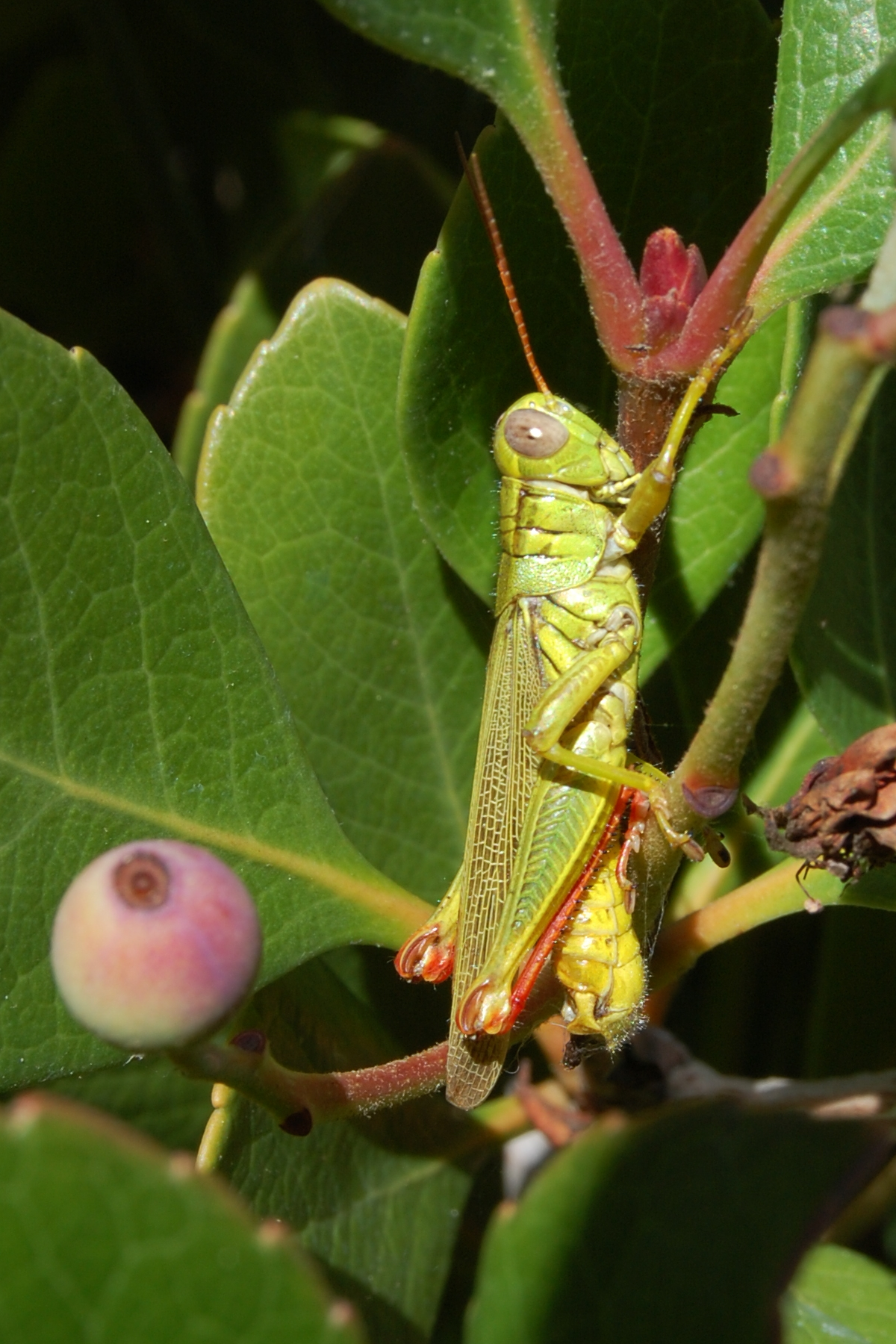
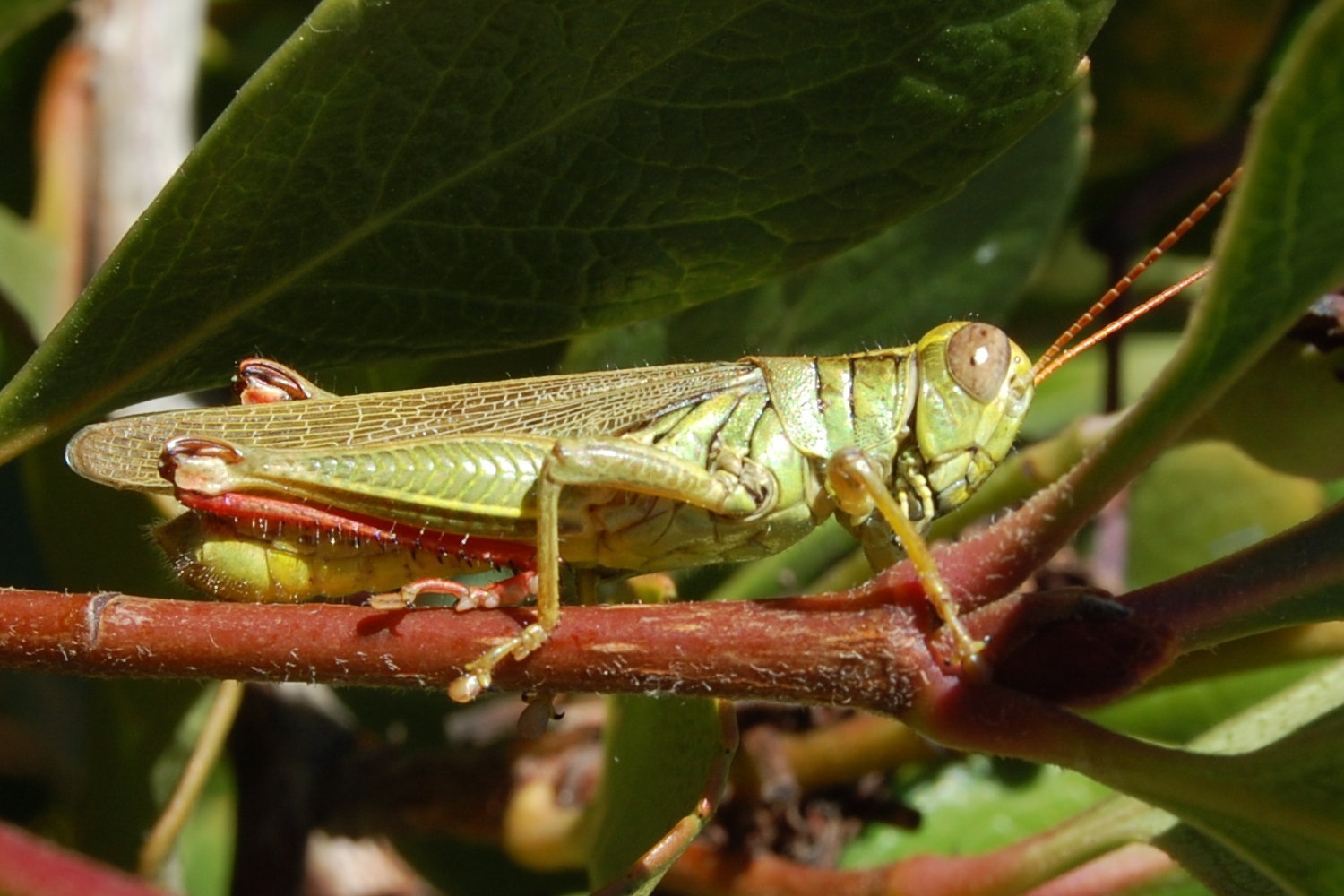
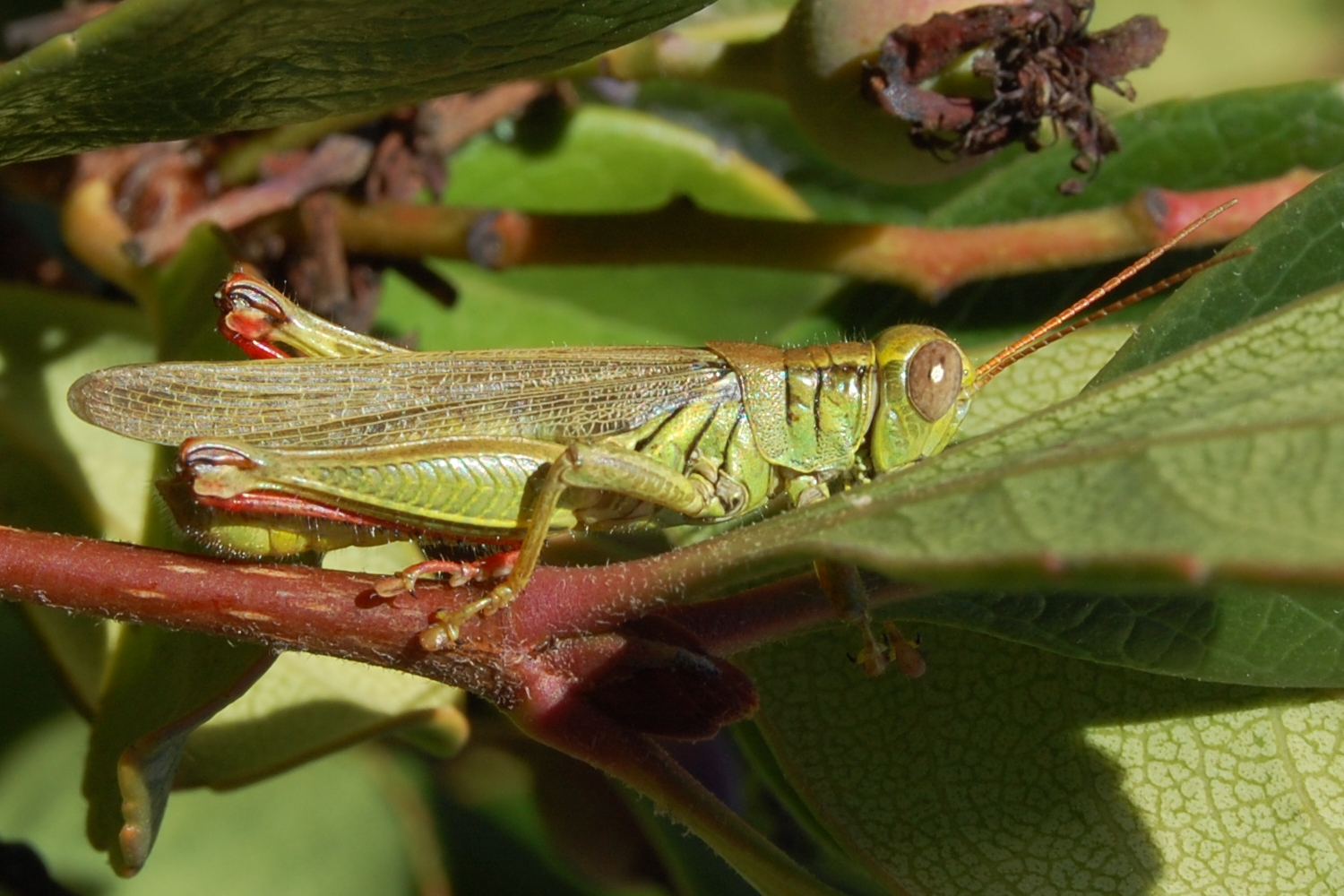
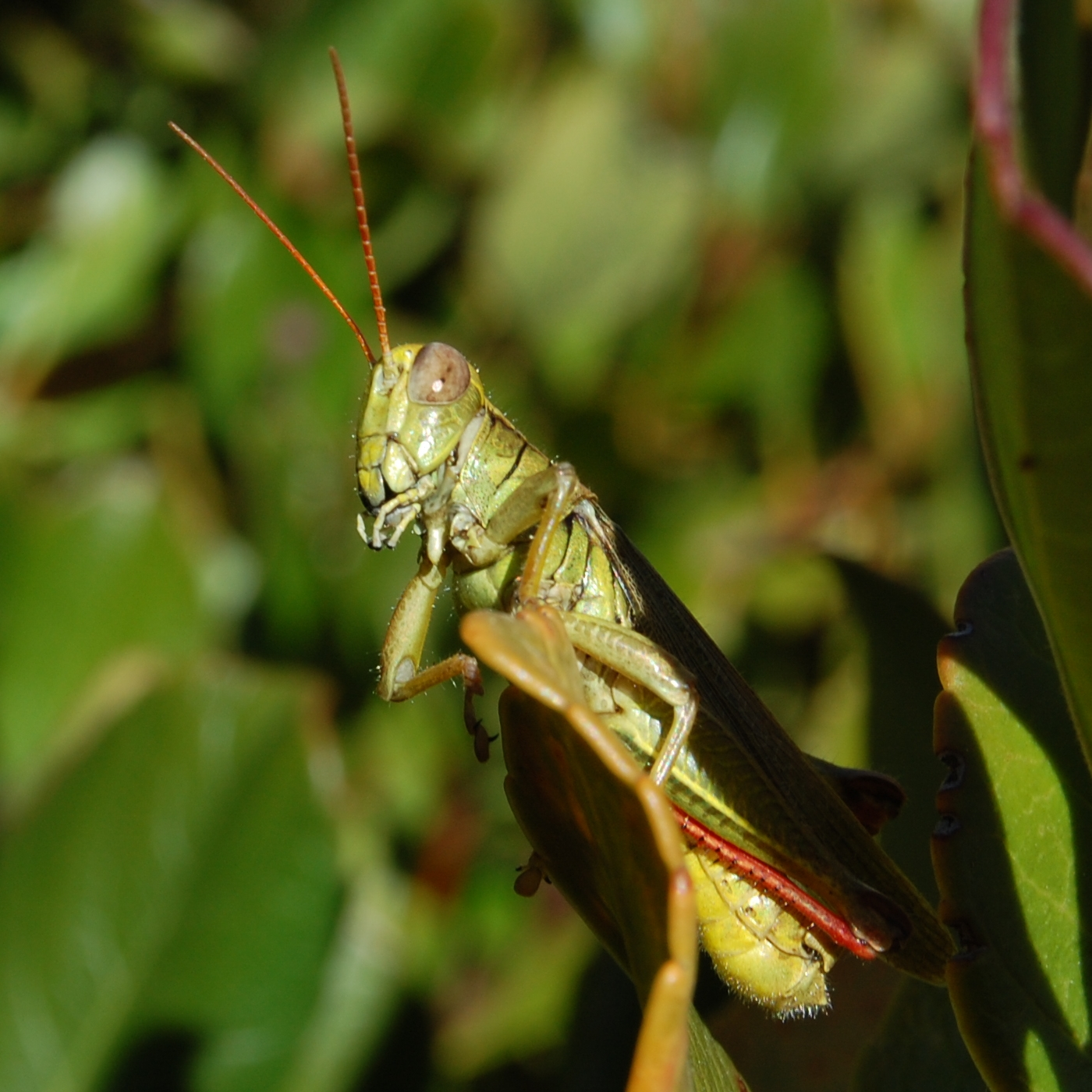